# Irais
Irais és un municipi francès situat al departament de Deux-Sèvres i a la regió de la Nova Aquitània. L'any 2007 tenia 217 habitants.

## Demografia

### Població
El 2007 la població de fet d'Irais era de 217 persones. Hi havia 99 famílies de les quals 39 eren unipersonals (13 homes vivint sols i 26 dones vivint soles), 30 parelles sense fills i 30 parelles amb fills.
La població ha evolucionat segons el següent gràfic:
Habitants censats

### Habitatges
El 2007 hi havia 124 habitatges, 100 eren l'habitatge principal de la família, 11 eren segones residències i 13 estaven desocupats. 122 eren cases i 1 era un apartament. Dels 100 habitatges principals, 91 estaven ocupats pels seus propietaris, 8 estaven llogats i ocupats pels llogaters i 1 estava cedit a títol gratuït; 9 tenien dues cambres, 13 en tenien tres, 15 en tenien quatre i 63 en tenien cinc o més. 94 habitatges disposaven pel capbaix d'una plaça de pàrquing. A 39 habitatges hi havia un automòbil i a 41 n'hi havia dos o més.

### Piràmide de població
La piràmide de població per edats i sexe el 2009 era:
| Homes | Edats   | Dones |
| ----- | ------- | ----- |
| 0     | 95 o +  | 0     |
| 0     | 90 a 94 | 0     |
| 0     | 85 a 89 | 4     |
| 0     | 80 a 84 | 0     |
| 12    | 75 a 79 | 12    |
| 4     | 70 a 74 | 20    |
| 0     | 65 a 69 | 0     |
| 4     | 60 a 64 | 0     |
| 4     | 55 a 59 | 0     |
| 4     | 50 a 54 | 8     |
| 0     | 45 a 49 | 0     |
| 8     | 40 a 44 | 0     |
| 8     | 35 a 39 | 8     |
| 16    | 30 a 34 | 20    |
| 12    | 25 a 29 | 12    |
| 0     | 20 a 24 | 4     |
| 8     | 15 a 19 | 4     |
| 4     | 10 a 14 | 16    |
| 16    | 5 a 9   | 8     |
| 12    | 0 a 4   | 12    |

## Economia
El 2007 la població en edat de treballar era de 133 persones, 99 eren actives i 34 eren inactives. De les 99 persones actives 94 estaven ocupades (47 homes i 47 dones) i 5 estaven aturades (2 homes i 3 dones). De les 34 persones inactives 23 estaven jubilades, 8 estaven estudiant i 3 estaven classificades com a «altres inactius».

### Ingressos
El 2009 a Irais hi havia 90 unitats fiscals que integraven 197 persones, la mediana anual d'ingressos fiscals per persona era de 14.811 €.

### Activitats econòmiques
Dels 10 establiments que hi havia el 2007, 1 era d'una empresa alimentària, 4 d'empreses de construcció, 2 d'empreses de comerç i reparació d'automòbils, 2 d'empreses de transport i 1 d'una entitat de l'administració pública.
Dels 5 establiments de servei als particulars que hi havia el 2009, 1 era un taller de reparació d'automòbils i de material agrícola, 1 paleta i 3 fusteries.
L'únic establiment comercial que hi havia el 2009 era una fleca.
L'any 2000 a Irais hi havia 15 explotacions agrícoles.

## Equipaments sanitaris i escolars
El 2009 hi havia una escola elemental.

## Poblacions més properes
El següent diagrama mostra les poblacions més properes.